# Валаниј де Бејуш (Бихор)
Валаниј де Бејуш (рум. Vălanii de Beiuș) насеље је у Румунији у округу Бихор у општини Уиљаку де Бејуш. Oпштина се налази на надморској висини од 188 m.

## Становништво
Према подацима из 2002. године у насељу је живело 303 становника, од којих су сви румунске националности.